# Anarsia lineatella
La tignola del pesco (Anarsia lineatella (Zeller, 1839)) è un lepidottero appartenente alla famiglia Gelechiidae, diffuso in Eurasia, Nordafrica e Oceania, ma introdotto anche in California.

È parassita del pesco e di altre Drupacee (susino, albicocco, mandorlo). La sua attività trofica danneggia le gemme, i germogli ed i frutti delle piante ospiti.

Nelle coltivazioni di pesco, la sua presenza è quasi sempre associata alla Tignola orientale del pesco (Cydia molesta (Busck, 1916)); entrambi fitofagi, questi due insetti causano gli stessi danni alla pianta ospite, per cui è difficile distinguerli.

## Descrizione

### Adulto
L'adulto di A. lineatella ha l'aspetto di una farfalla ed ha un'apertura alare tra i 12 ed i 16 millimetri. Le sue ali anteriori hanno una colorazione grigia con striature castane, mentre quelle posteriori sono di colore chiaro; quelle posteriori hanno delle frange sui margini.

Il capo è di piccole dimensioni. Esso è fornito di due grandi occhi composti e di due ocelli. A. lineatella è inoltre dotato di antenne pluriarticolate, con cui sente gli odori.

L'apparato boccale è dotato di grossi palpi labiali e di una spirotromba; quest'ultima è di solito mantenuta arrotolata sotto la testa, per essere srotolata nel momento in cui il lepidottero la usa per succhiare sostanze nutritive.

Le zampe sono esili, e vengono utilizzate per afferrare il sostrato su cui l'insetto agisce.

L'addome è il carattere distintivo tra i maschi e le femmine: affusolato nei maschi, tozzo nelle femmine, esso presenta, nella sua porzione terminale, gli organi genitali.

### Uovo
Di forma ovale, le uova hanno, all'inizio, una colorazione bianca; man mano che si avvicinano alla maturità, vanno ad assumere una tonalità giallo-arancione. La loro dimensione è di 0,3-0,5 millimetri.

Ad una osservazione al microscopio elettronico a scansione, il corion (superficie esterna dell'uovo) presenta delle cavità e delle creste, nonché degli aeropili, estroflessioni che permettono gli scambi di ossigeno ed anidride carbonica con l'ambiente esterno; nella sua porzione anteriore, il corion presenta il micropilo, tramite cui lo sperma entra nell'uovo durante la fecondazione; il micropilo si presenta come un'apertura a forma di fiore.

### Larva
Allo stato di larva, A. lineatella ha una colorazione castana; gli spazi intersegmentali, di colore più chiaro, si vedono distintamente, in particolare quando la larva si muove. Il capo, la placca toracica, lo scudo anale e le zampe hanno una colorazione più scura, brunastra.

L'estremità caudale presenta un pettine sopra-anale e quattro processi spinosi.

Raggiunta la maturità, la larva di A. lineatella è lunga tra i 12 ed i 15 millimetri.

### Pupa
Allo stato di crisalide, A. lineatella ha una lunghezza che va dai 4 ai 6 millimetri ed è di colore castano tendente al rosso; esso presenta, inoltre, un cremaster dotato di grosse setole uncinate, le quali sono avvolte da un bozzolo bianco.

## Biologia

### Ciclo vitale
A. lineatella compie, nel corso di un anno, tre generazioni
- Inverno: sverna allo stato di larva matura (della seconda età), riparandosi all'interno di cavità scavate all'interno di una gemma o della corteccia di un ramo. Tali rifugi comunicano con l'ambiente esterno attraverso piccoli canali costruiti dalle larve con seta e rosure.
- Fine febbraio: le larve si risvegliano ed allargano i loro rifugi.
- Metà marzo: più o meno in corrispondenza della fioritura, le larve fuoriescono dai rifugi invernali.
- aprile: le larve si nutrono a danno delle foglie, dei fiori e dei germogli
- Inizio maggio: le larve si incrisalidano presso le zone ferite della pianta, per trasformarsi in adulti dopo una o due settimane.
- Fine maggio - Inizio giugno: avviene lo sfarfallio degli adulti della prima generazione (la durata della loro vita è circa di un mese). In questo periodo le femmine depongono tra 100 e 200 uova a testa, posizionandole su germogli, foglie e frutti. Le larve nascono dopo 4-8 giorni e si sviluppano per tre settimane, nutrendosi alle spese di germogli e frutti.
- luglio - Inizio agosto: comincia lo sfarfallio degli adulti della seconda generazione; anch'essi ovidepongono, e dopo quattro giorni nascono le larve; queste attaccano i frutti e maturano in una ventina di giorni; talora fermano le loro attività rifugiandosi in piccole cavità, dove trascorrono i periodi di caldo maggiore.
- Fine agosto - settembre: si verifica lo sfarfallio della terza generazione di adulti, che depongono le uova sulla corteccia; le larve che ne nascono si costruiscono dei rifugi e compiono la prima muta, per poi svernare.

### Antagonisti
È di rilievo un solo nemico naturale di A. lineatella: si tratta di Paralitomastix variicornis, un imenottero che svolge un'azione parassitoide nei suoi confronti, riuscendo in parte a ridimensionarne la popolazione.

### Danni
Tutti i danni di A. lineatella sono causati allo stadio larvale. Sono particolarmente gravi i danni in vivaio, in quanto qui le larve si posizionano sugli innesti delle piante, facendoli rinsecchire. I danni estivi sui frutti sono più significativi nel caso delle piante già produttive.

#### Danni ai fiori
Si hanno all'inizio della primavera, quando le larve penetrano nei boccioli e li distruggono.

#### Danni ai germogli
Particolarmente gravi per le piante in vivaio, sono causati dalle larve, che entrano nei germogli e vi scavano gallerie longitudinali, a fine primavera. A causa di queste gallerie, i germogli appassiscono improvvisamente, e, in seguito, il cimale necrotizza e cade.

#### Danni ai frutti
Simili ai danni causati da C. molesta, si verificano in estate, poiché in questa stagione le larve si nutrono a spese dei frutti. Anche qui esse scavano delle gallerie, dapprima superficiali, poi progressivamente più profonde; nei punti toccati dalle larve talora si vede della sostanza gommosa. Le gallerie rendono i frutti vulnerabili ad agenti patogeni secondari, che li fanno cadere o marcire.

A questo tipo di danno sfuggono le piante che producono i frutti in maniera precoce, ovvero prima di luglio, anticipando le larve estive.

### Metodi di lotta
Per la lotta contro le infestazioni di A. lineatella sono utilizzate varie strategie. La lotta chimica con insetticidi è stata a lungo efficace; tuttavia, a causa della resistenza sviluppata dal fitofago, è stata sperimentata la tecnica della confusione sessuale, con discreti risultati. Quest'ultimo metodo è da preferire; se non è possibile impiegarlo, allora si può passare alla lotta chimica.

In coltivazioni di modeste dimensioni, è suggeribile la distruzione dei germogli attaccati.

Per individuare il momento opportuno per intervenire, ci si basa sulla misurazione dell'entità dell'infestazione, con l'ausilio di due tecniche: il "monitoraggio della popolazione con trappole sessuali" ed il "campionamenti sui germogli e sui getti apicali". Tali tecniche corrispondono a momenti diversi del ciclo vitale di A. lineatella, e si integrano tra loro.

In alcune situazioni è possibile l'utilizzo, contro A. lineatella, del Bacillus thuringiensis.

#### Monitoraggio con trappole sessuali
Si utilizzano delle trappole con feromone sessuale; esse vengono installate a fine aprile (una o due per ettaro o appezzamento). La soglia oltre cui bisogna intervenire è di 7-10 adulti catturati in una settimana, per ogni trappola.

Per agire sulle larve della prima generazione, l'intervento deve avvenire circa 15 giorni dopo il superamento della soglia; altrimenti bisogna intervenire tra i quattro ed i sei giorni dopo il superamento.

#### Campionamento sui germogli
Si controlla il numero di germogli apicali attaccati dal fitofago; l'intervento si esegue se la percentuale di germogli infestati supera il 10%.

Questo tipo di controllo è particolarmente importante per controllare le larve svernanti e le larve della prima generazione.

#### Lotta chimica
Sono varie le sostanze utilizzate contro A. lineatella:
- Acefate[3]
- Metamidofos[3]
- Carbaril[3]
- Triclorfon[3]
- Diazinone[3]
- Sevin[1]
- Fosforganici (fentoato, parathion, clorpirifos-etile, clorpirifos-metile, fenitrotion, malation)[1][4]
- Chitino-inibitori (esaflumuron, lufenuron, teflubenzuron, triflumuron)[2][4], da usare all'inizio dello sfarfallamento.

#### Tecnica della confusione sessuale
Si basa sull'utilizzo di un feromone sintetico, diffuso da erogatori; tale feromone agisce sui maschi inibendo l'accoppiamento.

Dato che A. lineatella è quasi sempre in compresenza con Cydia molesta, si utilizzano anche degli erogatori contenenti i feromoni di entrambi i fitofagi.

## Distribuzione e habitat
Originaria della regione paleartica, è diffusa in Europa (in particolare nell'area mediterranea), Nord Africa, Medio Oriente, Nord America, Australia e Giappone. In Italia vive prevalentemente in zone pedecollinari e vicine al mare, caratterizzate da un clima mite.